# Richfield (Californie)
Pour les articles homonymes, voir Richfield.
Richfield est une census-designated place du comté de Tehama, dans l'État de Californie, aux États-Unis,. En 2020, elle compte une population de 309 habitants.